# Ballet

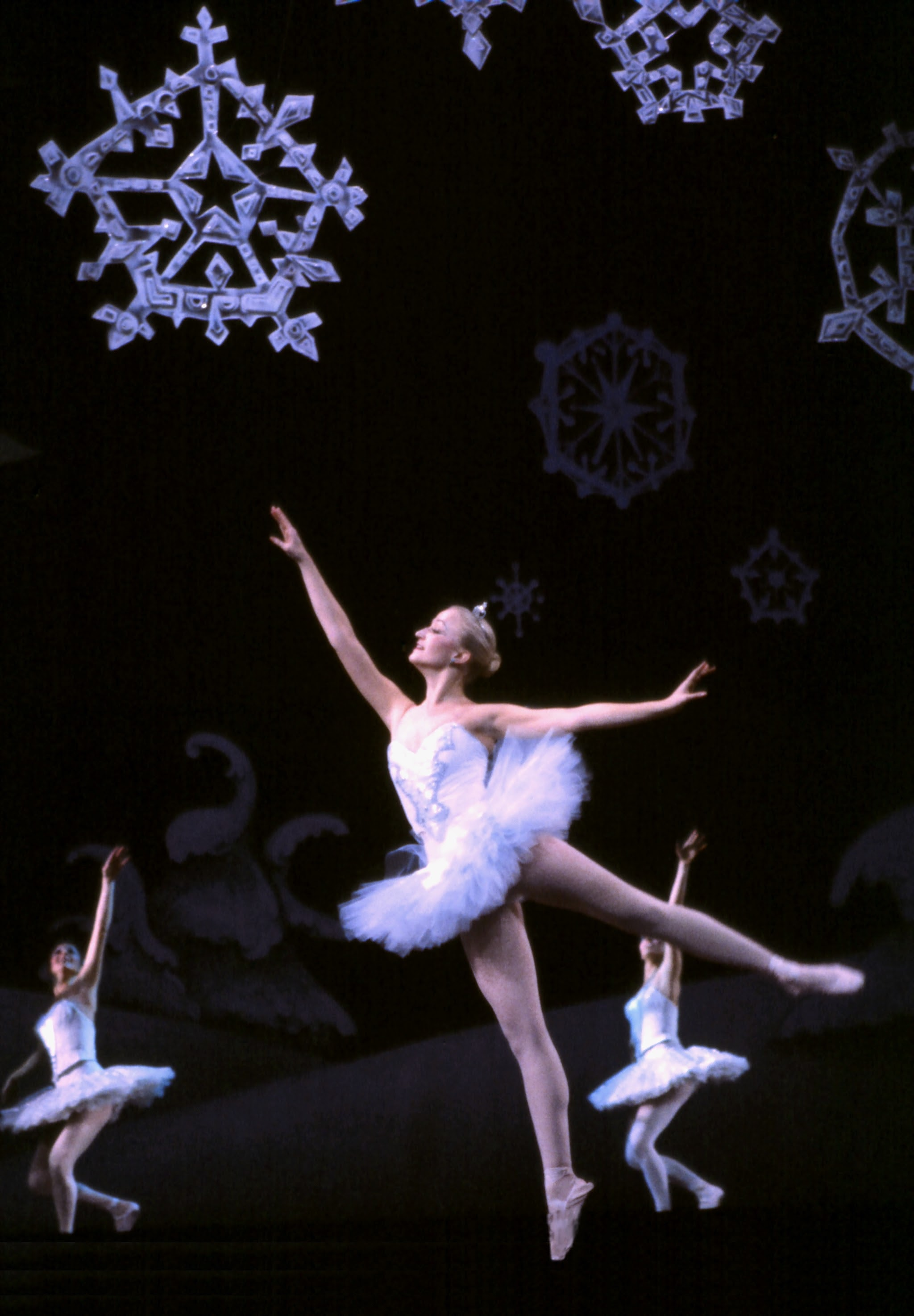
Ballet El Trencanous

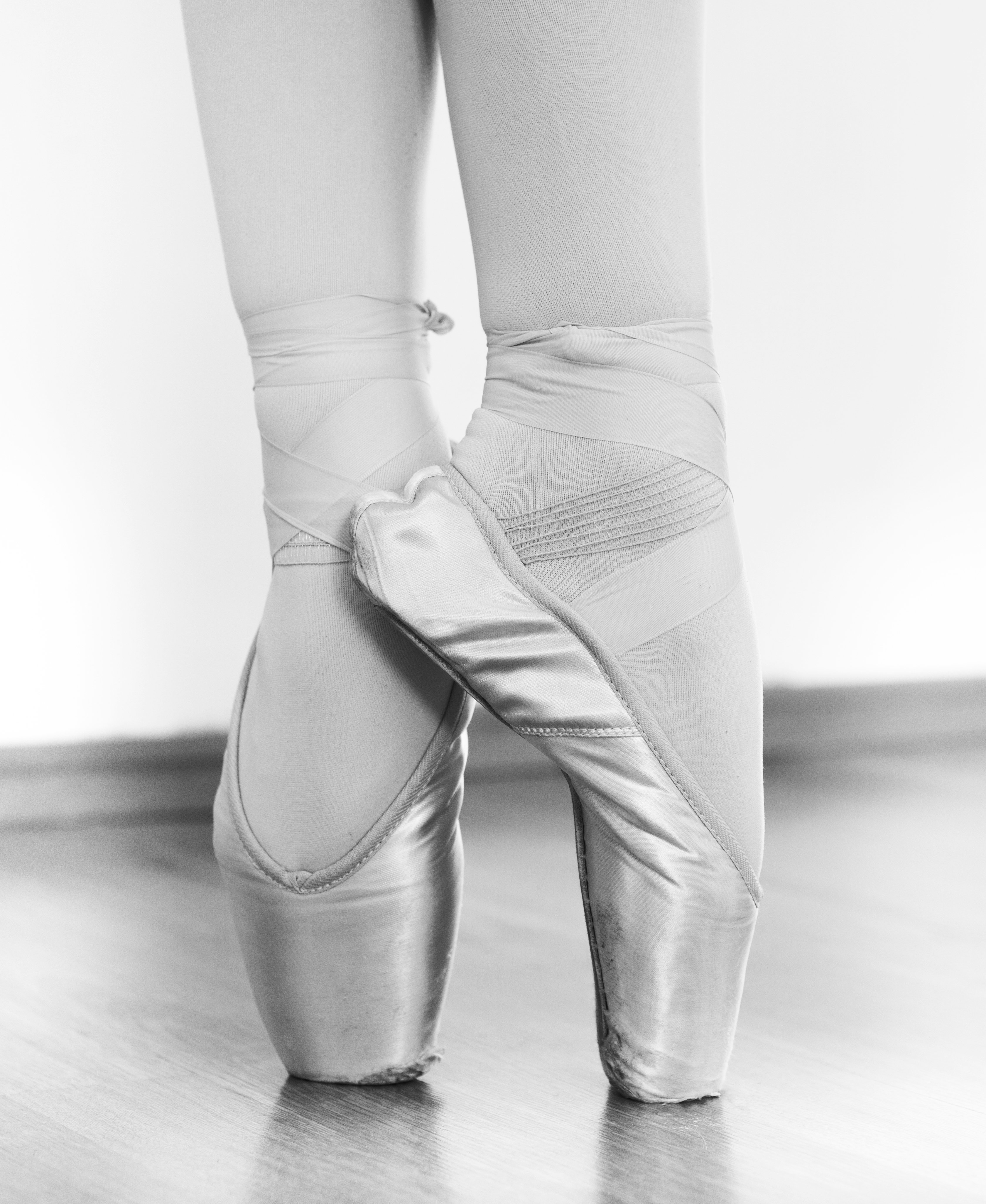

Un ballet és una peça musical composta especialment per a ser interpretada a través de la dansa clàssica. També és el nom popular amb què es coneix la dansa clàssica en general i les seves coreografies.
Tots els moviments de la dansa clàssica es descomponen en posicions amb una descripció molt acurada i estricta. Tots els moviments parteixen de la salut fisica, tots es fan servir per muscular els musculs, de forma saludable i eficaç.
Totes les posicions de cada part del cos, així com els braços, tenen un nom, que solen ser en francès (a la dansa moderna i contemporània, els que no estan presos de la clàssica són en anglès). A la dansa clàssica les cames estan sempre en "andeor" (dehors, veu francesa per dir cap enfora) que significa que les cames uneixen la seva banda de darrere dels talons com els pingüins, la banda de darrere dels genolls, i els engonals estàn completament oberts, en comptes d'estar paral·leles. Els genolls sempre estan sobre les puntes dels peus i les espatlles sobre els malucs. Els peus sempre estan estirats, com una prolongació de la cama. Les cames i els braços es mouen delicadament. El cap i les mans també ballen. La cara no pot mostrar esforç ni cap emoció que no correspongui al personatge que s'interpreta.
Hi ha bàsicament dues escoles, l'anglesa (Royal Academy) i la russa. A la primera els moviments de les mans són lleugerament més afectats i teatralitzats, mentre que a la segona solen ser més sobris i naturals. L'estil particular de cada ballarí és diferent, segons la seva personalitat, els seus mestres directes i la gent amb qui ha treballat. En general però, les diferències entre uns i altres són més subtils que a la dansa moderna i contemporània, que van néixer precisament de voler expressar encara més la pròpia individualitat.

## Història

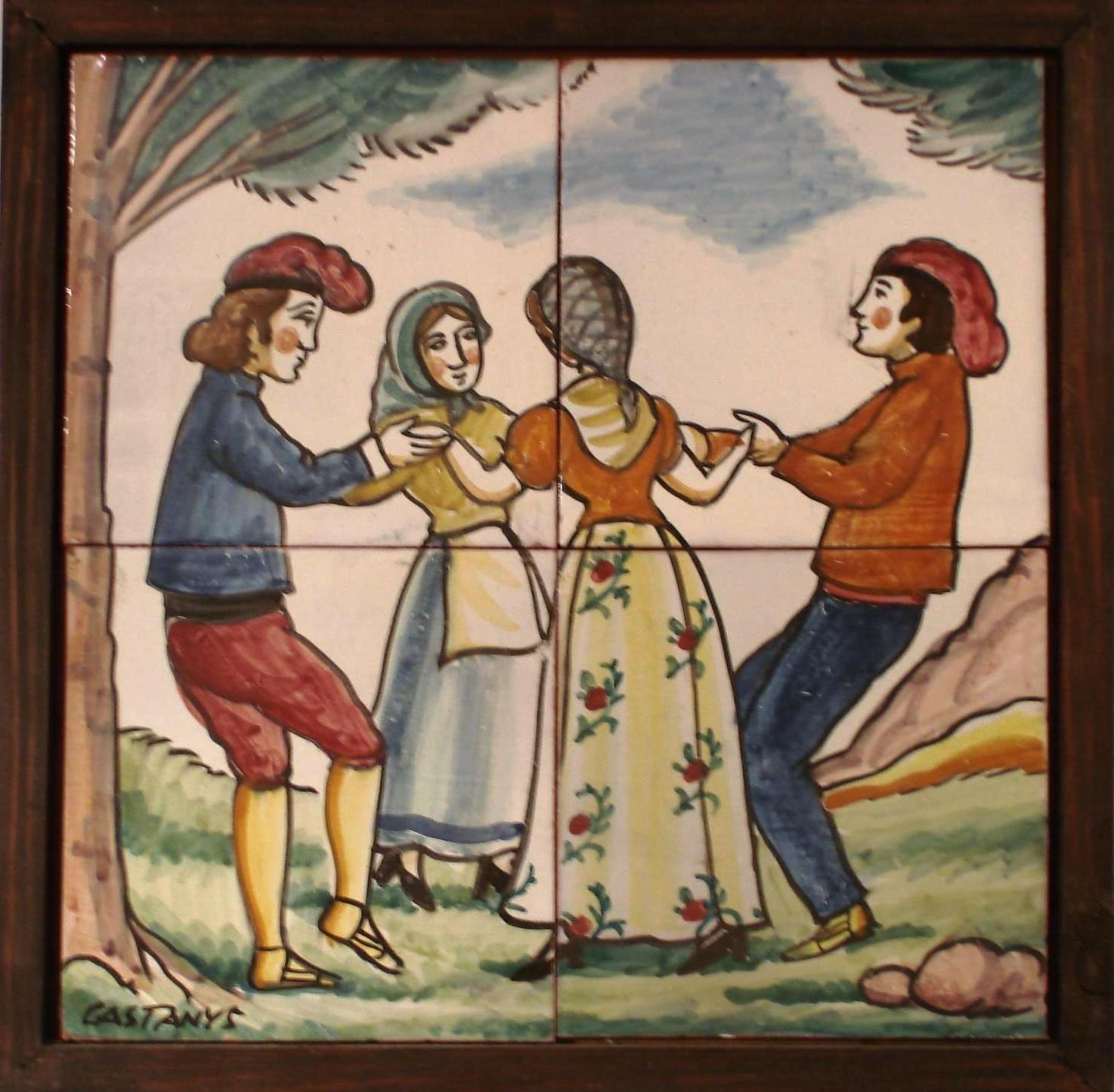
Dansa de quatre

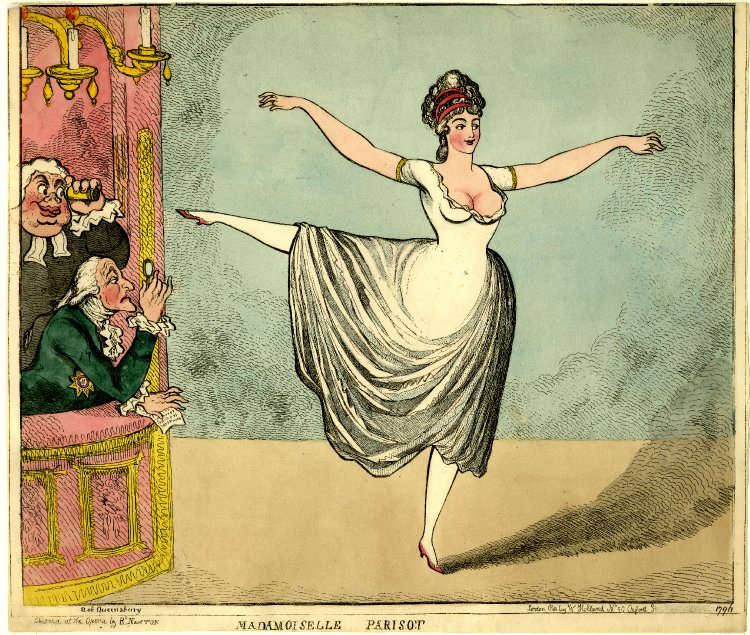
Mademoiselle Parisot, una ballarina en 1796

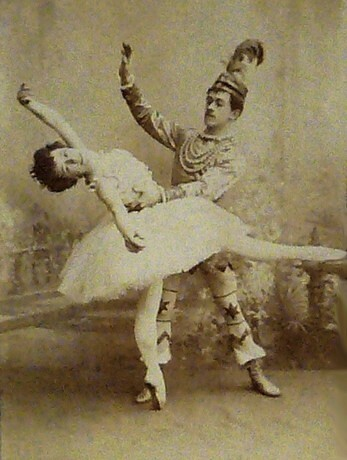
El Trencanous, vers 1900

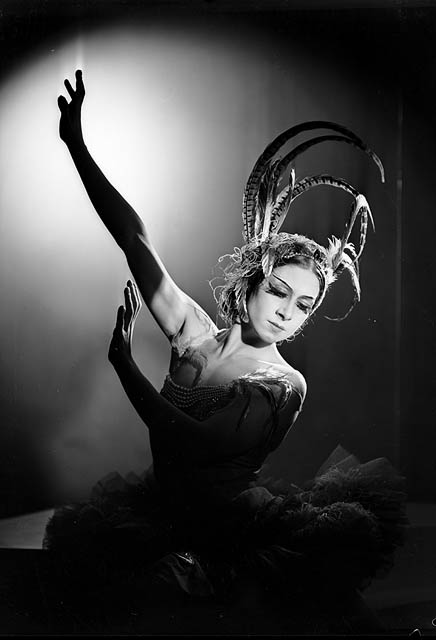
L'ocell de foc, any 1936

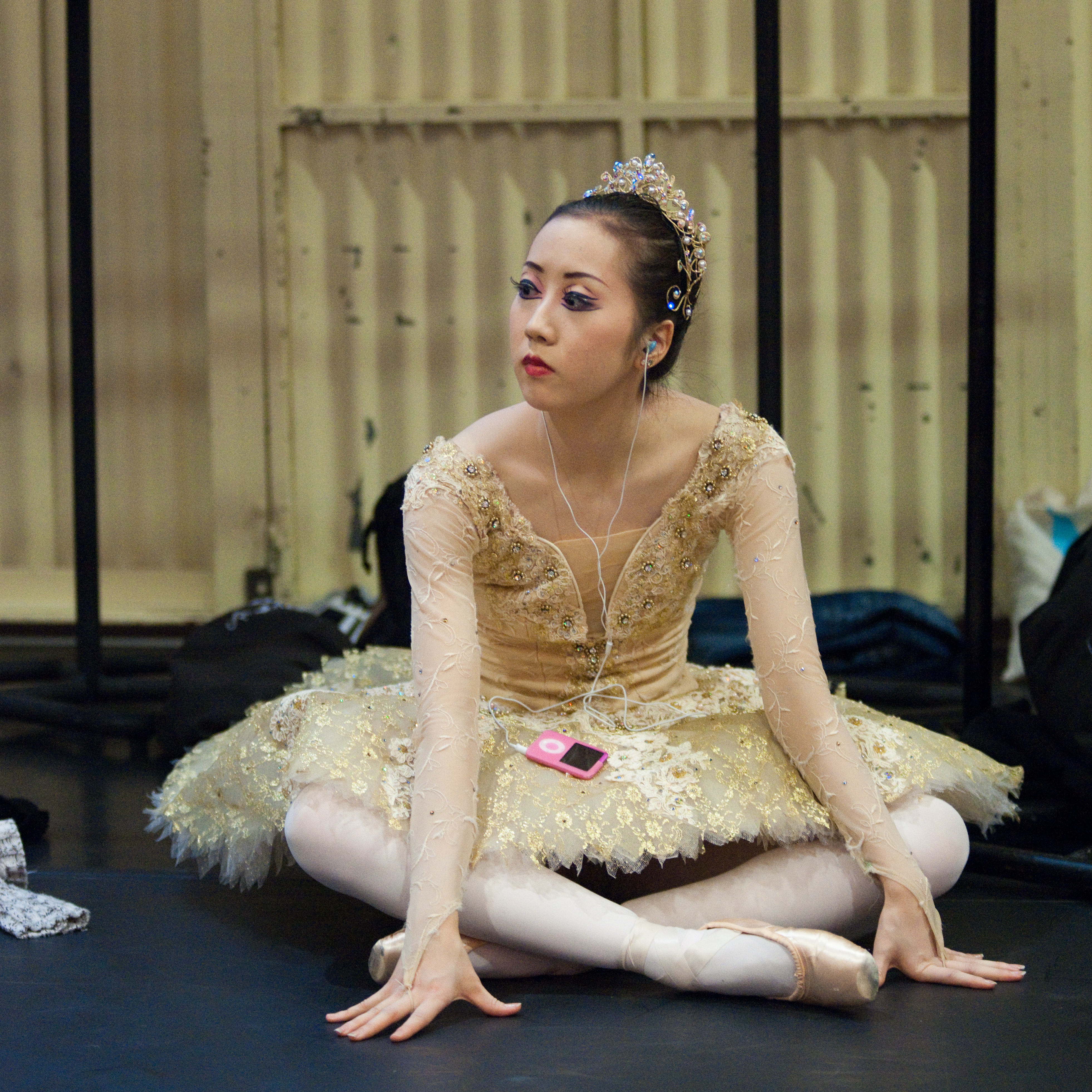
Ballarina en un descans

### Ballets populars europeus
El terme ballet és un diminutiu de ball. En un inici era un ball popular o una dansa folklòrica, espontània o conreada per agrupacions, i en tal cas es transmetia de generació en generació. L'origen d'aquests balls o ballets és desconegut i els seus autors són anònims. Van sorgir a diferents pobles arreu d'Europa i molts d'ells encara es mantenen vius amb diferents noms. A l'antiga Gòtia, per exemple, el ballet es considera una de les danses més característiques, especialment localitzada a ambdós vessants dels Pirineus.
Els moviments d'aquests ballets eren simples i elegants. Aquests també es caracteritzaven per un aire cerimoniós i ple de correcció malgrat la frescor de la tonada. En general hom pot dir que el ballet tradicional català consta de passejades que alternen amb petites danses de quatre (dues parelles) i que acaba amb una ronda, finida la qual les noies són aixecades enlaire.
També porten el nom del ballet diverses danses procedents d'indrets diferents de Catalunya, les coreografies de les quals tenen poca cosa a veure entre elles (el ballet de Déu d'Anoia, el ballet de Solsona, etc.). En un recull de danses coreogràfiques d'un document procedent de l'Hospital de la Santa Creu de Barcelona, del segle xvii, ja n'hi consta una amb el nom de lo ballet.
Al llarg dels segles XVIII i xix, es van començar a fer versions cada vegada més evolucionades i estructurades d'aquestes danses. Algunes agrupacions van esdevenir professionals i actuaven davant d'aristòcrates i burgesos de manera particular. Es van començar a definir els passos de manera cada vegada més precisa i es van anar unint en una sola dansa moviments i desplaçaments que pertanyien originalment a diferents balls, també es van adaptar les coreografies perquè siguin vistes i donar espectacle. Cal notar que la posterior aparició de la dansa oriental va ser la mateixa, amb danses i balls tradicionals a Àfrica i Orient Mitjà, amb la diferència que ja existia el ballet i el jazz, que hi han influït. D'altra banda, els músics van evolucionar a orquestres tant la indumentària com l'entorn (el que seria l'escenografia) es van refinar i enriquir cada cop més. Aquests ballets van tenir el seu moment de màxima esplendor la primera meitat del segle xix, però a partir d'ençà en general a Europa van caure en una franca decadència.

### Primers ballets italians, francesos i anglesos
Al segle xvi existien companyies de ballet professional a les corts reials i aristocràtiques d'alguns nobles europeus, hom no en coneix les coreografies ni els autors però els seus ballets no s'han perdut completament, ja que d'ells ha evolucionat la dansa clàssica. D'aquests ballets s'han estudiat sobretot els italians, anglesos i francesos, a partir de documents del renaixement, per a intentar deduir com podrien ser. Se sap poc d'ells, tret que concloïen sovint formant les lletres de l'alfabet o el nom del rei o del personatge al palau del qual eren executats. En aquest procés cal destacar la creació l'any 1661 de la Reial Acadèmia de Dansa a França d'on sorgirà un llenguatge de ballet acadèmic aplicat a la Belle Danse que anirà evolucionant i estenent-se, ampliant el seu vocabulari i fent-se cada cop més sofisticat.
La primera escola sorgí a Milà, formada per mestres de dansa professionals, com Pompeo Diobono, mestre de Negri i de Belgioioso, que van difondre a tot Europa els principis de la dansa italiana. Els dos primers decennis del segle xviii significaren el predomini del ballet amb una coreografia de tipus col·lectiu molt notable, desenvolupada pel ballarí Jean-Georges Noverre, qui publicà Lettres sur la danse et les ballets i després per Magny, Maximilien Gardel i Jean Dauberval. Noverre es considera també el creador dels ballets d'acció, precursors dels ballets narratius, que conten una història i que farien furor al segle xix. En aquesta línia, per la seva banda, Salvatore Viganò va crear la coreodramatúrgia, en la qual la mímica tenia un paper predominant, a la fi del segle xviii. Aquesta tendència va durar fins a l'entrada del segle xix, quan Charles Didelot, director del Ballet Imperial rus i format amb Noverre i Dauberval, tornà a accentuar la importància de la dansa i hi introduí els ballarins voladors. A la primera meitat del segle xix, Jean Coralli va cercar una síntesi entre el ballet d'acció i el virtuosisme tècnic del ballet romàntic.

### Grans ballets russos
En canvi, a Rússia, el tsar Pere I s'estimava molt aquest tipus d'espectacle i, encara que a altres llocs es considerés ja passat de moda, va fundar una escola imperial a imitació de l'acadèmia francesa. A l'acadèmia francesa era on havien posat els noms dels passos i moviments que encara es fan servir ara, ja que es van mantenir en francès a l'escola russa. Caterina II, la successora de Pere I, no només va continuar donant suport a l'escola, sinó que el 1866 la va transformar en escola del Teatre Imperial de Sant Petersburg, de gran renom i que sovint convidava coreògrafs estrangers. El Ballet Imperial, el ballet d'aquest teatre, fou dirigit per Màrius Petipà, que es considera el fundador de l'escola russa quant a tècnica, a la qual incorporà elements italians i francesos. La seva escola realitzà la síntesi entre la tradició acadèmica i el romanticisme europeu. Petipà associà el seu nom a Txaikovski, qui se subordinà exactament al programa del coreògraf en les obres El llac dels cignes (1887), La bella dorment, --d'aquest ballet en feu una versió especial per la ballarina italiana Carlotta Brianza el (1889) que fou un rotund èxit--, i El Trencanous (1892). A Petipà el va succeir l'italià Enrico Cecchetti com a director i coreògraf del Teatre Imperial de Sant Petersburg, mentre que a Moscou destacava el professor i coreògraf Carlo Blasis. Al segle xx l'escola russa era altament reconeguda arreu del món, els seus espectacles es feren famosos internacionalment i avui dia encara resten clàssics mentre que les seves primeres figures, com per exemple Anna Pàvlova, Vàtslav Nijinski, Mathilde Kschessinska, Ivanov Jegorova, Fedorova i Olga Preobrajenskaia van esdevenir estrelles mundials.
Els Ballets Russes de Serge Diaghilev, que van debutar a París el 1909, van suposar que per primer cop la dansa no estava supeditada a la música sinó que tenia almenys la mateixa importància en un espectacle que Diaghilev considerava global. Així, durant més de vint anys, treballà per obtenir espectacles complets i fou el primer que aconseguí una estreta col·laboració entre els millors compositors, escenògrafs, pintors, coreògrafs i ballarins. La nova concepció de Diaghilev originà ballets excepcionals, entre els quals es troben, per exemple, L'ocell de foc, d'Ígor Stravinski; Jeux, de Claude Debussy o El sombrero de tres picos, de Manuel de Falla. A la mateixa època, l'estatunidenca Isadora Duncan treballava a diferents països europeus (Alemanya, Grècia, França i, als anys vint, a Rússia) per a donar de nou naturalitat i llibertat a la dansa, també va ser la primera a emprar música de concert per al ballet. Tant ella com Nižinskij, tot i ser ballarins clàssics, es consideren fonamentals per al naixement de la dansa moderna i contemporània.
El 1847 es va crear un cos de ball estable al Liceu de Barcelona. Mai no hi va haver una companyia de dansa pròpia que fes espectacles originals, però hi és lligat l'origen i el desenvolupament del ballet als Països Catalans.

### Segona meitat delseglexxi segle XXI
A partir del segon terç del segle xx comença a prendre més importància la dansa contemporània que la clàssica, ja que, d'una banda, permet expressar-se amb més llibertat, i de l'altra, les infraestructures necessàries per als seus espectacles poden ser menors, així com les mateixes companyies. Això provoca que alguns comencin a associar la dansa clàssica amb una imatge burgesa, culta i més aviat conservadora, mentre que la contemporània en aquests temps es relaciona amb la innovació i la modernitat. A Catalunya, en aquesta època la dansa clàssica es relaciona sobretot amb el Liceu.
A Rússia, les companyies del Bolxoi de Moscou i del Kirov de Leningrad han continuat amb l'estil clàssic; amb gran prestigi internacional i amb figures de la talla de Rudolf Nuréiev, Mikhaïl Baríxnikov i Maia Plissétskaia; mentre que les companyies del teatre d'art de Moscou i del teatre Mali s'han especialitzat en la dansa contemporània.
L'any 1956 es va crear a Londres el prestigiós Royal Ballet, una de les grans companyies de dansa clàssica. No és l'única gran companyia de dansa del Regne Unit, ja que a Escòcia hi ha l'Scotish Theatre Ballet. A Londres hi ha també, des de 1950, el London Festival Ballet, un gran festival dedicat a la dansa clàssica. Estudiants de dansa d'arreu del món, i en particular dels Països Catalans, encara avui es presenten als exàmens de la Royal Academy of Dance. Els examinadors es traslladen a ciutats com Barcelona, per exemple, per a avaluar alumnes que es passen un o dos anys preparant-se específicament per als exàmens de cada nivell. Actualment es considera que totes les escoles i professors de dansa clàssica són derivats o variants de la russa o de l'anglesa. En realitat l'anglesa està molt influenciada per la russa, i ambdues per professionals de totes les nacionalitats.
A partir dels anys cinquanta, l'escola de dansa Mudra, a Bèlgica, i el Ballet du XXe Siècle, del belga Maurice Béjart, van influir profundament la dansa clàssica a nivell internacional i van crear produccions pròpies, cosa cada cop menys habitual en aquest estil de dansa. Bèlgica és encara un país on es fan un bon nombre d'espectacles de dansa de qualitat, i on tenen seu companyies de dansa clàssica com el Ballet de Flandre i el Ballet de Wallonie.
Als anys vuitanta, el món del ballet sofrí grans canvis que han afectat no solament el repertori, sinó també la importància de les companyies de primera línia mundial, i també la coreografia i el concepte del ballet com a espectacle. En el repertori, els ballets tradicionals es mantingueren en vigor, bé que quedaren en posició secundària, i l'expressió contemporània cobrà més força i èxit que no pas els altres camps de la música.
Als Països Catalans cal esmentar la consolidació del ballet del coreògraf David Campos, que, gràcies a la firma d'un conveni amb l'ajuntament de Santa Coloma de Gramenet, passà a anomenar-se Companyia de Ballet de Santa Coloma de Gramenet David Campos. Tanmateix, la situació de la dansa clàssica als Països Catalans ha estat crítica, per manca no tant de tradició i d'iniciatives, com de suport públic. Les companyies de dansa sorgides a Barcelona porten una vida activa però marginal. A València, fora de l'escola de Natàlia Poliakov, no hi ha tampoc cap activitat de primera línia. L'any 1988 va desaparèixer el cos de dansa del teatre barceloní del Liceu.

## Material necessari

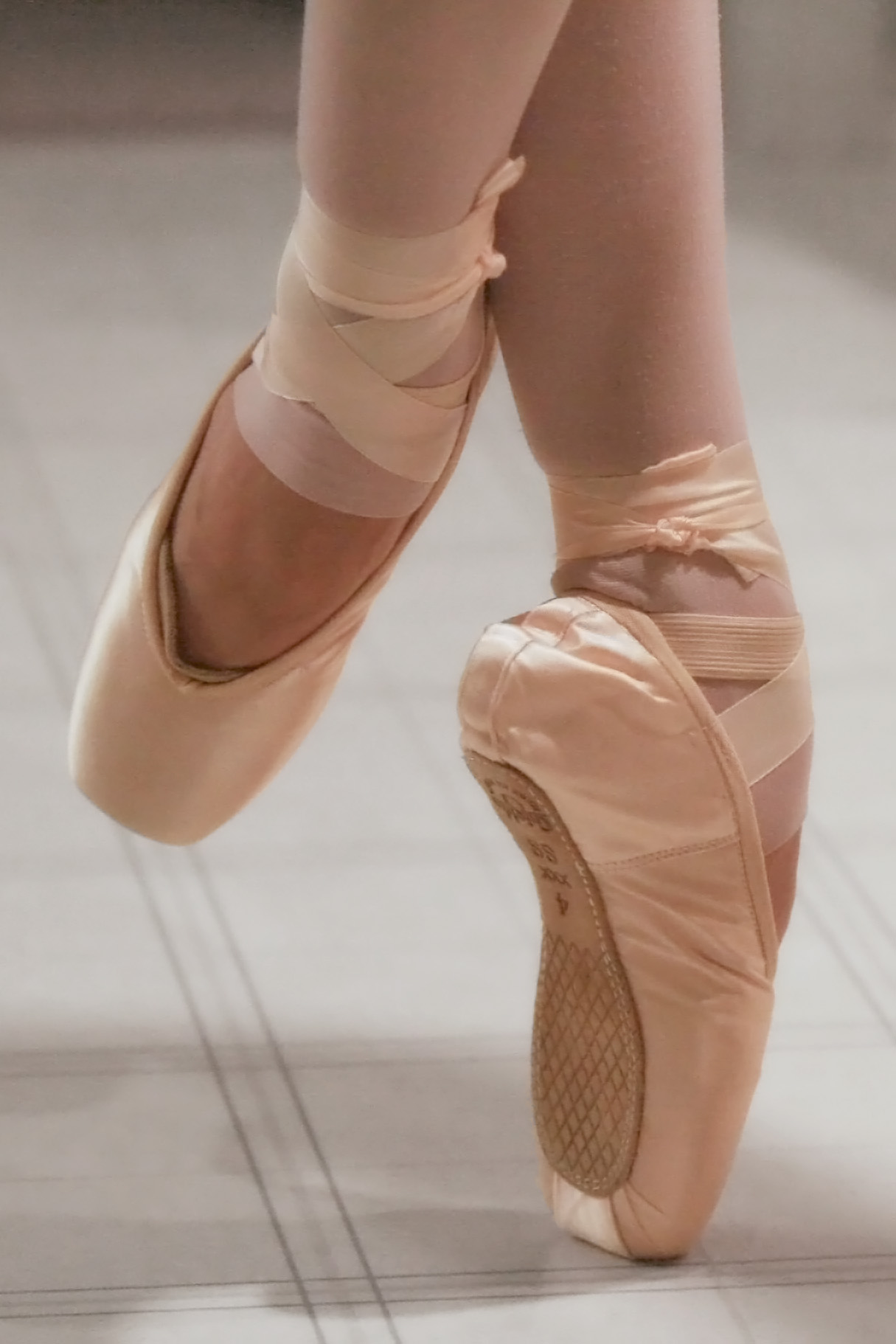
Sabatilles de punta noves de trinca

Les ballarines solen assajar i actuar amb mallots, i als espectacles poden portar una faldilla anomenada tutú. Als peus duen sabatilles de ballet, que al començament poden ser de mitja punta, de cuir tou o de roba, però que per a les professionals solen ser de punta, de ras o setí, amb la puntera reforçada amb cartró i amb vetes per a lligar-les als turmells. Cal un entrenament d'almenys un a dos anys, a base d'exercicis amb barra, especial per a poder començar a usar les sabatilles de fer puntes primer a la barra i després, a poc a poc, una estona en alguns exercicis de centre. Aquest entrenament no pot començar en cap cas abans dels onze o dotze anys de la ballarina. En algunes coreografies, típicament quan es representen danses tradicionals, es poden portar sabatilles de caràcter, semblants a unes mercedites amb una mica de taló. Els ballarins solen portar malles, una samarreta i sabatilles de mitja punta. A les actuacions solen portar coquillera.
L'espai d'assaig ha de ser pla i horitzontal, preferentment de terra de parquet. Se sol assajar davant un mirall gran, que ocupa tota una paret, per a poder corregir més fàcilment els defectes. També s'utilitza una barra de fusta horitzontal, a l'altura del maluc aproximadament i clavada a la paret. Aquesta barra serveix per a subjectar-s'hi amb una mà i ajudar a mantenir l'equilibri en els exercicis d'escalfament. Com a curiositat, en realitat el que està clavat a la paret, o sostingut amb una pota a terra, és una mena de volandera gran a cada banda de la barra, que poden compartir dues o tres persones. La barra de fusta es va desgastant i amb el temps s'ha de canviar. Alguns mestres i coreògrafs, com per exemple la professora de dansa de la sèrie Fama, marquen el ritme amb el que pot ser un bastó, però que és una d'aquestes barres. Amb la suor dels ballarins el terra i el mirall poden tornar-se humits, si no hi ha prou ventilació, cosa que fa que el mirall es torni opac. El problema sol ser el terra, que queda lliscadís, o també pot ser-ho per altres motius. Per això sol haver una caixeta plana amb cristalls de resina que els ballarins trepitgen amb força de tant en tant amb la sola de les sabatilles. La resina també s'usa als teatres, on el terra sol estar més o menys inclinat cap als espectadors.
Per posar les sabates de punta als alumnes principalment cal que el peu estigui fort, a més ha de tenir les qualificacions necessàries per a poder portar-les.
Al principi és normal sentir una mica de dolor, però amb el temps tant la persona que balla com el peu es va acostumant a tenir aquest dolor.

## Ballets
Algunes obres on es presenta la dansa clàssica també són anomenades ballets i poden influir sobre la mímica, la interpretació, la música (d'orquestra o no). Alguns dels ballets més famosos són El llac dels Cignes, La bella dorment, El Trencanous, Coppélia, Giselle i Dom Quixot.

## Ballarins

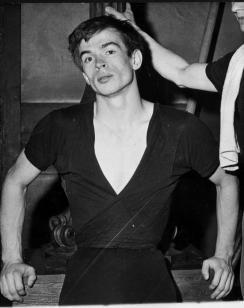
Rudolf Nurejev en 1961

Alguns ballarins que han estat primeres figures internacionals de la dansa clàssica són Isadora Duncan, Anna Pàvlova, Vàtslav Nijinski, Ivanov Jegorova, Fedorova, Olga Preobrajènskaia, Rudolf Nuréiev, Mikhaïl Baríxnikov, Maia Plissétskaia, Alicia Alonso, Tamara Rojo, etc.
Als Països Catalans destaquen Roseta Mauri, Pauleta Pàmies, Teresa Boronat, Rosita Segovia, María de Ávila, Filomena Feliu, Aurora Pons, Joan Camprubí, Ricard Moragas, Joan Magriñà, Assumpta Aguadé, Alfons Rovira, etc.

## Coreògrafs
Els coreògrafs sempre són a més, o almenys han estat prèviament, ballarins. Els principals coreògrafs de l'escola russa del primer quart del segle xx foren Michel Fokine, Tamara Karsavina, Vàtslav Nijinski, Anna Pàvlova, Leonid Mjassin, George Balanchine i Serge Lifar. Més endavant l'escola russa encara ha aportat grans coreógrafs com per exemple Rudolf Nuréiev. Pel que fa a l'escola anglesa, Ninette De Valois i Frederick Ashton, per exemple, han estat directors del Royal Ballet de Londres. Cal destacar també les innovacions de l'estatunidenca Isadora Duncan i del belga Maurice Béjart.
Als Països Catalans es pot destacar la feina realitzada per Joan Magriñà, Marta Almirall i Elizalde, Ramon Oller i David Campos.

## Companyies de dansa clàssica

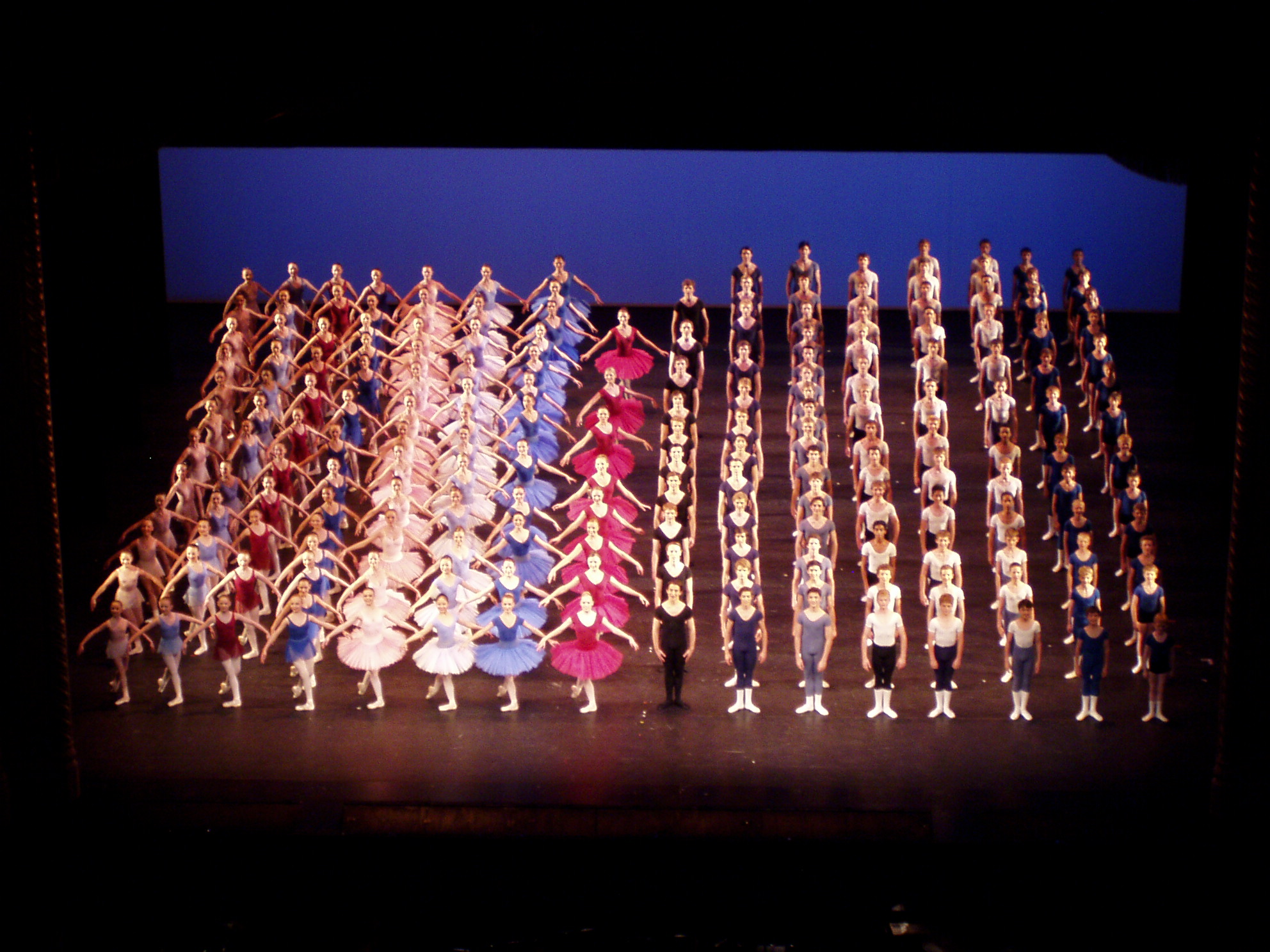
Salutació final d'un espectacle de fi de curs de la Royal Ballet School, que serveix de planter per a la Royal Ballet.

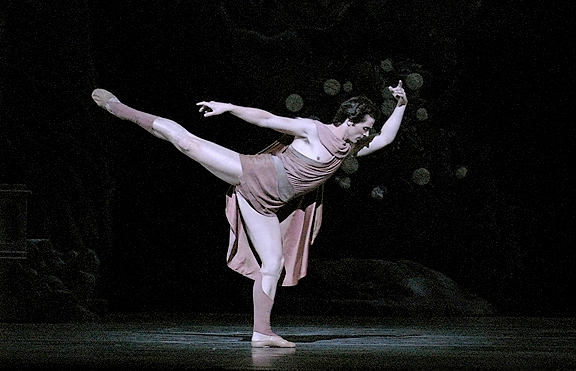
Ángel Corella actuant als Estats Units el 2005.

Algunes de les companyies de dansa clàssica més conegudes al món són la Royal Ballet de Londres (Anglaterra), el Ballet de Bolxoi de Moscou (Rússia), el Ballet Mariïnski (anteriorment Kirov) de Sant Petersburg (Rússia), l'American Ballet Theater (Estats Units) i el Ballet Nacional de Cuba. Algunes companyies destaquen per la seva originalitat, per exemple el Ballet de Harlem de Nova York, està íntegrament compost de ballarins negres i el Ballet de Trocadero de Montecarlo ho està únicament d'homes, que ballen tant els papers masculins com els femenins, i sempre amb un toc d'humor.
A Espanya, la Companyia Nacional de Dansa, ubicada a Madrid i dirigida provisionalment per Hervé Palito fins a l'arribada de José Carlos Martínez, el setembre de 2011, realitza espectacles sobretot de dansa contemporània, encara que oficialment inclou altres disciplines, com la clàssica o el clàssic espanyol. Des del 2008 existeix a més la Companyia Nacional de Dansa Clàssica, ubicada a Madrid i dirigida per Víctor Ullate, que ja tenia una companyia de dansa clàssica pròpia, el Víctor Ullate Ballet-Comunidad de Madrid.
A Segòvia, l'1 d'abril de 2008 es va constituir el Corella Ballet, dirigit per Ángel Corella i especialitzat en dansa clàssica. El Corella Ballet va ser una iniciativa d'un projecte més ampli, la Fundació Ángel Corella, que inclou la creació d'una Residència Escola de Dansa que forma ballarins d'alt nivell i que pretén servir de planter al Corella Ballet. Aquest ballet presenta obres clàssiques, com El llac dels cignes, i d'altres de producció pròpia, com String Sextet, del mateix Ángel Corella, o Soleá Pdd, de María Pagés.
Als Països Catalans existeix, per exemple, el Barcelona Ballet, fundat el 2011 pel mateix Ángel Corella, amb ballarins reconeguts. També hi ha el Ballet Alexia, una companyia de dansa fundada al Prat de Llobregat l'any 1977 com a col·lectiu de Dansa, per Olga Socías amb la col·laboració d'en Jordi Morera, i que combina programes de dansa per a un públic infantil i juvenil, amb programes per adults. Entre els seus espectacles per al públic més jove trobem, Pere i el Llop, El somni d'una nina, Sant Jordi i el drac (1980) així com altres contes infantils, com per exemple El gat amb botes (1991) o Ali-Babà (1996), en els seus muntatges per adults ressaltem Hamlet, Cant a Mozart, Vals en Rosa, Escoltant Beethoven, o Si no ens entenem pel llenguatge entenguem-nos per amor peça sobre la Ópera Sinfonica Vocal o Cantata Arbor del compositor Xavier Benguerel i Godó.
Una altra companyia de dansa, tocant gairebé el teatre musical, és la barcelonina Roseland Musical, formada el 1983 per iniciativa de Marta Almirall, coreògrafa i directora artística. Els espectacles són originals, amb cançons en català.
A Catalunya hi ha força companyies de dansa contemporània (Sol Picó, Gelabert-Azzopardi, Búbulus, etc.), que requereixen menys recursos i estructures que les de clàssic, que són molt reconegudes internacionalment. Al Gran Teatre del Liceu de Barcelona hi havia hagut un cos de ball estable, que s'havia creat el 1847, però no va subsistir més enllà del 1988. Actualment cal esmentar la companyia de dansa clàssica de David Campos, l'única professional de ballet clàssic de Catalunya, instal·lada a Santa Coloma de Gramenet.

## Influència de la dansa clàssica

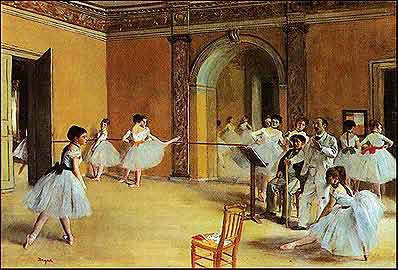
Pintura d'Edgar Degas, 1872.

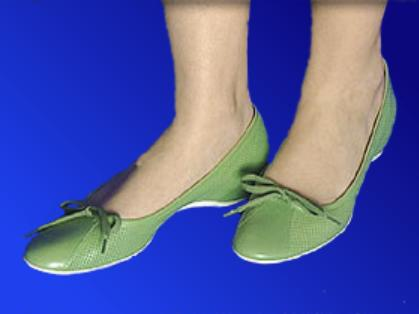
Sabates de dona anomenades ballarines.

La dansa clàssica ha enriquit i influït en moltes altres danses, des de la dansa contemporània i el jazz (utilitzat al teatre musical) a balls tradicionals depurats gràcies a la seva influència i la incorporació d'alguns des seus passos, desplaçaments o tècniques. Les tècniques també s'han aprofitat per a entrenament d'esports i altres disciplines que requereixen un coneixement del cos. El pilates, per exemple, va ser creat per un ballarí de dansa clàssica.
La dansa clàssica ha servit també d'inspiració a la moda de carrer, per exemple a les sabates planes anomenades ballarines, i a les modes d'estrelles de la música, com per exemple Madonna. Sobretot al romanticisme, les ballarines eren habituals a la pintura i l'escultura. La dansa clàssica també ha inspirat històries expressades en novel·les o pel·lícules, per exemple, una de les més conegudes és Billy Elliot.
Però sobretot ha influït a la pintura. Alguns famosos pintors, en l'època daurada dels ballets russos, van pintar decorats, com per exemple Alexandre Benois, Leon Bakst i Natàlia Gontxarova. D'altra banda, d'altres artistes aplicaren les recerques nascudes del fauvisme, el cubisme i d'altres moviments: Picasso (Parade), André Derain (La bourrée fantasque), Henri Matisse (Le chant du rossignol), Marie Laurencin (Les Biches), Georges Braque (Les fâcheux), etc.
Hi ha hagut artistes dels Països Catalans que han participat en la realització de decorats i escenografia per a espectacles dels ballets russos, com per exemple Josep Maria Sert (La légende de Joseph, Las Meninas, Cimarosiana), Pere Pruna (Les matelots, Pastorale) i Joan Miró (Roméo et Juliette). O per a altres companyies de ballet, com Marià Andreu, Joan Junyer, Antoni Clavé i Salvador Dalí, entre d'altres.

## Curiositats
- A les nenes que aprenen ballet les sabatilles de punta els duren com a poc un any, abans de trencar-se o desgastar-se tant que s'hagin de canviar. En canvi, a les ballarines professionals els poden durar un sol dia.
- El ballet, o bé la dansa clàssica a moltes persones les fa relaxar-se i gaudir del que estan fent, d'aquesta manera els ballarins poden transmetre les seves emocions a l'hora de ballar al públic.
- El primer tutú es va inventar a Europa cap els 1820. Avui en dia es pot trigar en fer un tutú professional entre 60 i 90 hores.
- Cada vegada que un ballarí salta en punta, suporta tres vegades el seu pes corporal amb la punta dels seus dits.
- La dansa va ser l'únic art modern que Hitler no va prohibir durant la II Guerra Mundial. En una sessió de ballet es poden perdre fins a 250 calories. Això equival aproximadament a 90 minuts de fútbol o correr 30 quilòmetres.
- El 26 de juliol és una data supersticiosa per als amants de la dansa. En aquella data de 1862 la ballarina Emma Livry va morir en incendiar-se el seu tutú en un incendi. Avui en dia la llei exigeix que els tutús es fabriquin amb materials ignífugs.